# Zanja del Barro
Zanja del Barro är en ort i Mexiko.   Den ligger i kommunen Ignacio de la Llave och delstaten Veracruz, i den sydöstra delen av landet, 300 km öster om huvudstaden Mexico City. Zanja del Barro ligger 13 meter över havet och antalet invånare är 207.
Terrängen runt Zanja del Barro är mycket platt. Runt Zanja del Barro är det ganska tätbefolkat, med 72 invånare per kvadratkilometer. Närmaste större samhälle är Tlalixcoyan, 10,0 km norr om Zanja del Barro. Omgivningarna runt Zanja del Barro är en mosaik av jordbruksmark och naturlig växtlighet.